# Castelo Dunnideer
O Castelo Dunnideer (em língua inglesa Dunnideer Castle) é um castelo atualmente em ruínas localizado em Insch, Aberdeenshire, Escócia. 
Encontra-se classificado na categoria "B" do "listed building" desde 16 de abril de 1971.